# Caminos de liberación
Caminos de liberación es un cortometraje documental peruano estrenado en 1985, dirigido por Susana Pastor y Alejandro Legaspi. Este filme analiza cómo, en un contexto marcado por la pobreza, la violencia y la represión, un grupo de la iglesia se preocupaba por los problemas sociales y apoyaba la teología de la liberación.

## Sipnosis
Explora la teoría y la práctica de un movimiento dentro de la Iglesia Católica que surgió en América Latina en los años 60. Muestra cómo laicos, sacerdotes, religiosas, cardenales y obispos viven su fe y se mantienen fieles al evangelio, apoyando a los más pobres y luchando por la justicia y la igualdad.

## Premios
- Primer premio documental en el Concurso Nacional de Cortometrajes del Festival Nacional de Cine, Lima, Perú 1985
- Premio al Mejor sonido en el Festival Nacional de Cine de Lima, Perú, 1985[4]